# Línea C1 (Suburbanos Montevideo)
La línea C1 de la red de transporte  suburbano de Montevideo une la terminal Baltasar Brum con la ciudad de Salinas, ubicada en la Costa de Oro del departamento de Canelones.

## Características
Fue creada y operada por la entonces Cooperativa de Ómnibus Ruta Interbalnearia hasta los años sesenta, cuando la Compañía Uruguaya del Transporte Colectivo asume su operación hasta la actualidad.

## Recorridos
| Partida (Andén 13 Terminal Baltasar Brum) - Rio Branco - Galicia - Julio Herrera y Obes - Paysandú - República - Democracia - Daniel Muñoz - Cufré - Miguelete - Juan Ramón Gómez - Presidente Berro - Avenida 8 de Octubre - General José Villagrán - José Antonio Cabrera - 20 de Febrero - Camino Carrasco - Avenida Wilson Ferreira Aldunate - Ruta 101 - (Aeropuerto Internacional de Carrasco) - Ruta 101 - Paso Escobar - Ruta Interbalnearia - Avenida de los Pinos - Arazatí - Abayubá - Ruta 10 - Trouville - Deauville - Cannes - Calle 20 - Calle 21 - Rambla Costanera - Avenida Nogueira - Mamboretá - Colón - Rambla Costanera - Avenida Julieta (Arco de Salinas) - Terminal Salinas | Retorno (Salinas) - Avenida Julieta - Rambla Costanera - Colón - Mamboretá - Avenida Nogueira - Rambla Costanera ruta 10 - Calle 21 - Calle 20 - Cannes - Deauville - Trouville - Ruta 10 - Abayubá - Arazatí - Avenida de los Pinos - Ruta Interbalnearia - Ruta 101 - (Aeropuerto Internacional de Carrasco) - Ruta 101 - Avenida Wilson Ferreira Aldunate - Camino Carrasco - 20 de Febrero - Avenida 8 de Octubre - Avelino Miranda - Goes - Juan Paullier - Doctor Salvador Ferrer Serra - Martín C Martínez - Avenida Uruguay - Ciudadela - Rambla Franklin Delano Rooselvelt - Galicia - Terminal Baltasar Brum |

## Paradas
| Ida - 7246 Andén 13 - 7068 Avenida Libertador - 7064 Ejido - 7066 Minas - 7063 Arenal Grande - 6709 Plaza Líber Seregni - 6707 Salvador Ferrer Serra - 7055 Bulevar Artigas - 6384 Avenida Manuel Albo - 6380 Jaime Cibils - 6385 Mariano Moreno - 6374 Agustina Contucci De Oribe - 6375 Comercio - 6382 Larravide - 6386 Pan De Azúcar - 2829 20 De Febrero - 6369 Camino Carrasco - 6528 El Aguacero - 6530 Hipólito Yrigoyen - 7605 Pedro Cosio - 6537 Camino Oncativo - 6519 Avenida Bolivia - 6526 Coca Cola - 6521 Camino Pichincha - 6523 Cooper - 6540 Santa Mónica - 7215 Pedro Figari (Frigorífico Carrasco) - 7221 La Pampa - 7607 Avenida Calcagno - 7223 Entrada a Monterrey - 7219 Sol - 7212 Garibaldi - 7227 Rosalía De Castro - 7208 Avenida A La Playa - 7210 Brigada Ingenieros - 7609 Avenida Racine - 7217 Frente DGIA - 7611 Oficina 2 - Catering - 7440 Arribos - 7228 Avenida Wilson Ferreira Aldunate - 7613 Fuerza Aérea - 7165 Calcagno - 7167 km. 20 Viviendas - 7169 Radar - 6885 km. 21.200 - 6870 Cementerio De Mascotas - 6887 km. 22 - 6917 Parada Pozo - 6922 Repecho Higueras - 6889 Camino los Horneros - 6856 BCA Solymar - 6872 Centro De Rebajas - 6930 Transformador UTE - 6915 Avenida Márquez Castro - 6874 Colinas De Solymar - 6878 El Palmar - 6850 Acodike km. 28.500 - 7614 San Cristóbal - 6883 Avenida Pérez Buttler - 6868 Ruta A Pando - 6891 km. 29.800 - 6893 km. 30 - 6895 km. 30.300 Calle - 6852 Autódromo - 7436 Ibicuy - 6858 Calle 33 - 6897 km. 34 Peaje - 6899 km. 34.500 - 6901 km. 35 Venus - 6876 El Avión - 6920 Avda. de los Pinos A - 6402 Abayubá - 7280 Iguazú - 7434 Ruta 10 Héctor Zunino - 7111 Trouville - 7269 Deauville - 7197 Cannes - 6414 Avenida de los Pinos - 7270 Bajada 2 - 7093 Avenida Nogueira - 7056 Calle 3 - 7059 Calle 14 - 7034 Mamboretá - 7036 Carabelas (Calle 3) - 6701 Guazubirá - 6705 Yacó - 6704 Pitanga - 7090 Imbirá - 7092 Avenida Julieta - 7571 Handy - 6961 Guazubirá - 7686 Mamboretá - 7273 Arco de Salinas | Vuelta - 7273 Arco de Salinas Terminal - 6962 Mamboretá - 7274 Guazuvirá - 7687 Ñandú - 6963 Rambla - 7091 Imbirá - 7089 Pitanga - 6706 Yacó - 6702 Guazubirá - 7035 Calle 5 - 7275 Avenida Nogueira - 7060 Calle 14 - 7057 Calle 3 - 7058 Rambla (Ruta 10) - 7277 Bajada 2 - 6415 Avenida de los Pinos - 7198 Deauville - 7278 Trouville - 7112 Ruta 10 Héctor Zunino - 7110 Abayúbá - 6390 Iguazú - 6389 Arazatí - 7435 Ruta Interbalnearia - 6877 El Avión - 6902 km. 35 Venus - 6900 km. 34.500 - 6898 km. 34 Peaje - 6859 Calle 33 - 6925 Río Negro km 31 - 6853 Autódromo - 6896 km. 30.300 - 6894 km. 30 - 7615 km 29.500 - 6892 km. 29.800 - 6869 Ruta Pando - 6884 Avenida Pérez Buttler - 6851 Acodike km. 28.500 - 6879 El Palmar - 6875 Colinas De Solymar - 6916 Avenida Márquez Castro - 6931 Transformador UTE - 6873 Centro De Rebajas - 6857 BCA Solymar - 6890 km. 24 La Tahona - 6923 Repecho Higueras - 6918 Parada Pozo - 6888 km. 22 - 6871 Cementerio De Mascotas - 6886 km. 21.200 - 7170 Radar - 7168 km. 20 Viviendas - 7166 Calcagno - 7329 Frente Base Aérea N° 1 - 7440 Arribos - 7228 Camino Carrasco - 7612 Oficina 2 - 7610 Avenida Racine - 7209 Brigada Ingenieros - 7207 Avenida A La Playa - 7226 Rosalía De Castro - 7211 Garibaldi - 7218 Sol - 7222 Avenida a Monterrey - 7608 Avenida Calcagno - 7220 La Pampa - 7224 Oraña - 7214 Frigorífico Carrasco - 6541 Santa Mónica - 6524 Cooper - 6522 Camino Pichincha - 6527 Coca Cola - 6516 Juan Agazzi - 6538 Camino Oncativo - 6535 Lugo - 7606 Pedro Cosio - 6531 Hipólito Yrigoyen - 6525 El Aguacero - 6515 20 de Febrero - 6371 Liceo 19 - 6368 Avenida 8 de Octubre - 6388 Doctor Silvestre Pérez - 6383 Larravide - 6376 Comercio - 6377 Bulevar José Batlle Y Ordóñez - 6378 Avenida Luis Alberto De Herrera - 6381 Jaime Cibils - 6379 Avenida General José Garibaldi - 6387 Presidente Berro - 7767 Acevedo Díaz - 6733 Doctor Joaquín Requena - 7200 Defensa - 7199 Arenal Grande - 7203 Minas - 7201 Ejido - 7205 Avenida Rondeau - 7204 Río Branco - 7206 Ciudadela - 7316 Terminal Baltasar Brum |

## Frecuencia
- En días hábiles la línea C1 tiene frecuencias cada aproximadamente  20 y 30 minutos.
- En fines de semana y feriados tiene frecuencias  cada aproximadamente 30 y 60 minutos.

## Barrios
Circula por los barrios: Centro, Cordón, Tres Cruces, La Blanqueada, La Unión, Malvín Norte, Malvín Alto, La Cruz de Carrasco, Carrasco Norte y las ciudades de Paso Carrasco, Ciudad de la Costa, Neptunia y Salinas.

## Ramales
Ida
- C1 Montevideo - Salinas (Por Remanso)

```
    * Ruta habitual
    * Ruta Interbalnearia
    * Ruta 10
    * Trouville 
    
Continúa por ruta habitual
```